# Machová
Machová (in tedesco Machowa) è un comune della Repubblica Ceca facente parte del distretto di Zlín, nella regione di Zlín.